# Cixius pascuorum
Cixius pascuorum är en insektsart som beskrevs av Ribaut 1953. Cixius pascuorum ingår i släktet Cixius och familjen kilstritar.
Artens utbredningsområde är Frankrike. Inga underarter finns listade i Catalogue of Life.